# Can Parera (Llagostera)
Can Parera de Llagostera és una masia tradicional amb estructura de tres crugies i parets portants de pedra morterada inclosa en l'Inventari del Patrimoni Arquitectònic de Catalunya. Coberta de teula a dues aigües. Inicialment el mas era de planta quadrada. La façana principal presenta una porta adovellada i finestres emmarcades amb carrues de granit de les Gavarres. Destaca la finestra central del primer pis, d'estil renaixentista amb trencaaigües i arrencaments esculpits del tipus floró. La finestra de les golfes és doble amb arcs semicirculars.

## Història
El mas respon al redreçament del camp català del s. XVI. Posteriorment fou ampliat amb una masoveria a la façana de llevant. El rellotge del sol conserva la data de 1515.